# Nellie Melba
Nellie Melba, eg. Helen Porter Mitchell (gift Armstrong), född 19 maj 1861 i Richmond (en förort till Melbourne), Victoria, död 23 februari 1931 i Sydney, New South Wales, var en australisk operasångare (sopran).

## Biografi
Genom giftermål fick hon möjligheten att komma till London och Paris för att bedriva studier. Hon blev en av världens mest kända operasångerskor och hennes mest kända och uppskattade nummer var Gaetano Donizettis Lucia di Lammermoor.  Melba gästspelade i Stockholm 1893, där hon bland annat sjöng Julia,
Elsa, Margareta i Faust, Ofelias stora scen ur Hamlet och vansinnighetsscenen ur Lucie. 
Desserten Peach Melba är tillägnad henne, skapad av Auguste Escoffier 1893, då han var kökschef vid Savoy Hotel i London, och hon bodde på hotellet.
Nellie Melba gav 1926 ut sin självbiografi, Melodies and Memoires (”Mitt liv som sångerska" i svensk översättning).

## Melba i kulturen
Melba har en krater på Venus uppkallad efter sig.
Efter henne har också namngivits efterrätten Peach Melba samt äpplesorten Melba. Begreppet "melba", också namngett efter Nellie Melba, finns också som garnityr till maträtter då man garnerar kötträtter med kokt skinka och serverar med bland annat fyllda tomater.

## Porträtt

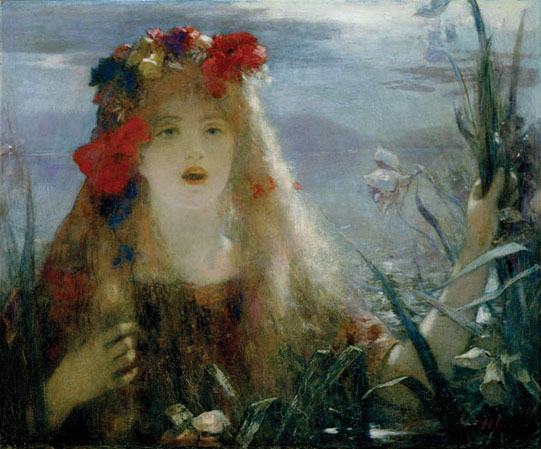
Som Ofelia i Hamlet. Målning utförd av Ambroise Thomas.
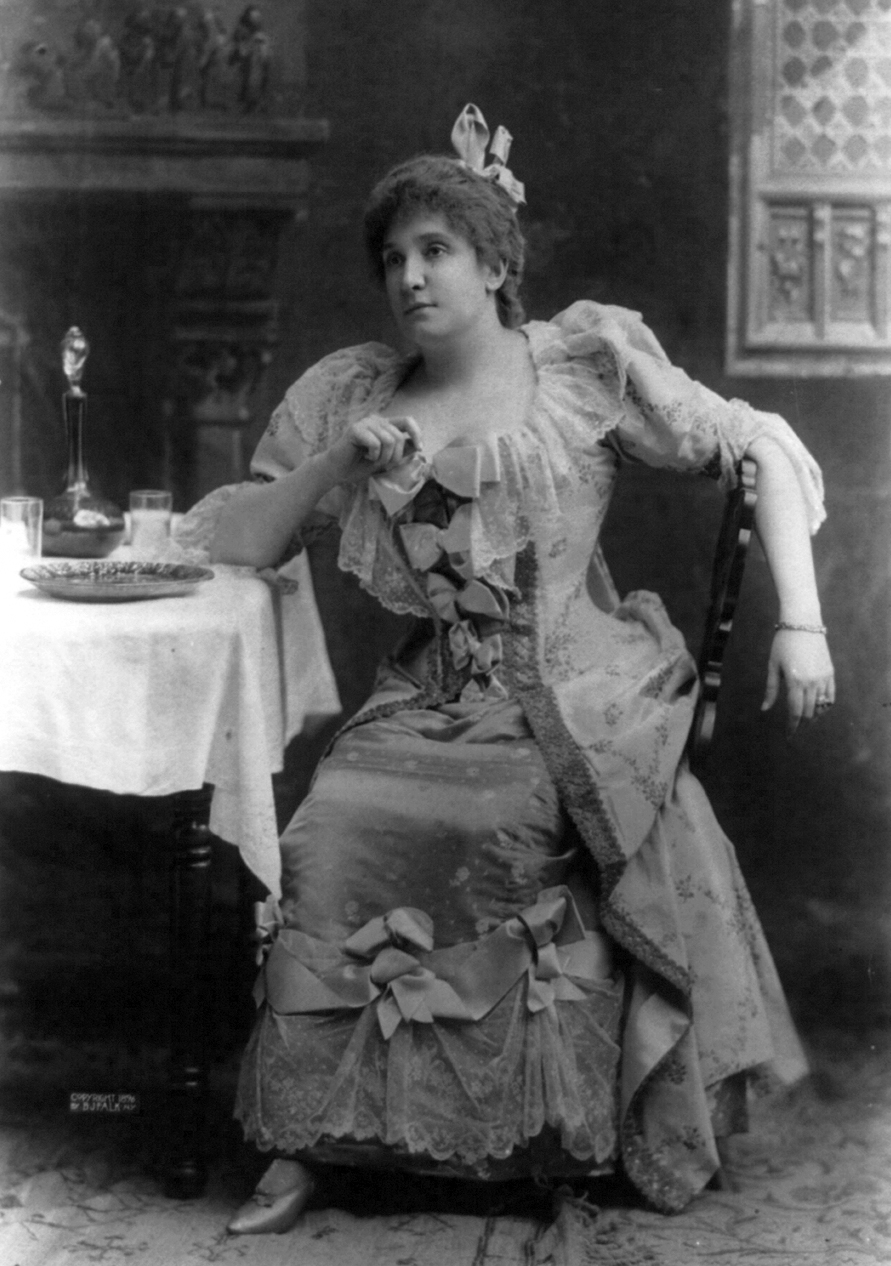
Foto 1896.
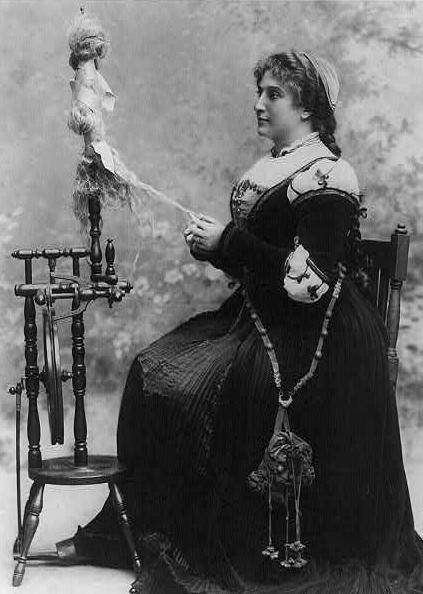
Som Marguerite i Faust. Foto omkring 1896.
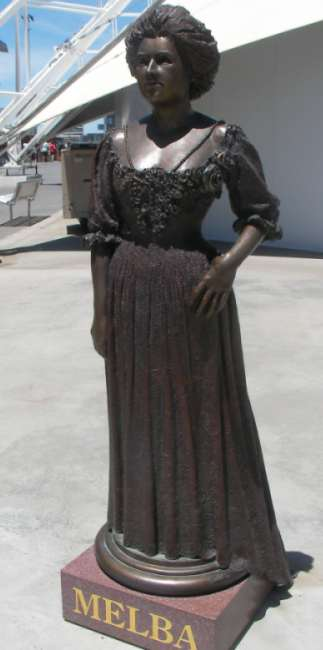
Staty i Melbourne utförd av Peter Corlett.